# Christian Classics Ethereal Library
Christian Classic Ethereal Library è una biblioteca digitale, che fornisce gratuitamente la possibilità di leggere e scaricare e-book elettronici riguardanti la Sacra Scrittura e la letteratura cristiana in genere.

## Storia
CCEL fu lanciato nel 1993 al Wheaton College nell'Illinois, da Harry Plantinga, professore di informatica al Calvin College di Grand Raphids, nel Michigan.
Il Wheaton College a sua volta fu istituito dai protestanti evangelicali del movimento abolizionista nel 1860, e fu una delle prime scuole di istruzione superiore per afroamericani negli Stati Uniti.
CCEL è un progetto con un fine didattico e di edificazione cristiana, sostenuto da un gruppo di volontari del Calvin College, diretti dal fondatore del sito, che gestisce anche hymnary.org.

## Contenuti
La lista degli autori comprende il periodo della patristica latina e greca, della Scolastica medioevale, la Riforma protestante, fino ad arrivare al XIX secolo.
Sono pubblicati gli scritti di santi, filosofi, teologi, predicatori e mistici cristiani. La maggior parte è costituita da traduzioni monolingue in inglese.
I documenti consultabili nella biblioteca esprimono una molteplicità di punti di vista teologici, talora in conflitto con quelli propri del Calvin College.

## Formato e licenza
I contenuti sono pubblicati in Theological Markup Language (ThML, formato aperto e proprietario derivato dall'XML), e automaticamente convertiti negli altri formati, sui quali CCEL si riserva il diritto d'autore. Ciò vale anche per i contenuti appartenenti al pubblico dominio.
Per la maggior parte dei contenuti è visualizzato soltanto il testo, privo di una scansione dell'originale cartaceo e senza la possibilità di effettuare ricerche per parole chiave al suo interno.

Diversamente dal sito archive.org, il testo non presenta gli errori tipici di un libro digitalizzato e sottoposto a successivo riconoscimento ottico dei caratteri.  Rispetto alle opere pubblicate da IntraText, CCEL non fornisce le liste di frequenza dei termini in essi utilizzati.

## Accessibilità
I testi sono liberamente consultabili dagli utenti, e possono essere scaricati in .pdf, file di testo, o ThML (testo e relativi metadati). 

Il formato testuale è liberamente riproducibile senza restrizioni, mentre vale il copyright sui contenuti pubblicati in ThML, di proprietà del sito.
Il sito contiene un forum moderato e gruppi di studio tematici, per i quali è necessaria l'iscrizione.

## Finanziamento
Il sito si autofinanzia con annunci pubblicitari inseriti alla fine delle pagine web, con la vendita di CD ROM e libri non disponibili nel pubblico dominio ed tramite donazioni individuali di importo libero.
Il Calvin College a sua volta si occupa dell' hosting, della connessione di rete e di fornire un rilevante apporto finanziario.

## Statistiche
Al 2019, occupa la 82.000º posto nella classifica globale di Alexa Il 40% delle visualizzazioni proviene dagli Stati Uniti.

Secondo dati dell'aggregatore Cutestat, ha 104.000 visualizzazioni e 17.500 visitatori unici ogni giorno.
Nel 2006, il sito dichiarava di superare i 2 terabyte scaricati ogni mese, equivalenti ad un milione di libri.

## Utenti
Una recensione del 2002 affermò che se il sito era nato come una biblioteca teologica di base, col passare del tempo era divenuto una collezione di fonti primarie per chiunque insegna la Civiltà Occidentale, o tenga corsi specialistici di storia medievale o del periodo della Riforma.
In base ai dati di traffico, gli utilizzatori del sito sono stati classificati in tre tipologie: professori e studenti universitari, predicatori e fedeli impegnati nello studio biblico, o singole persone dedite alla propria edificazione spirituale.